# The Fall of the House of Usher (opéra)
La Chute de la maison Usher
Pour les articles homonymes, voir La Chute de la maison Usher.
The Fall of the House of Usher est un opéra de chambre en deux actes pour solistes et ensemble, composé en 1987 par Philip Glass, sur un livret de Arthur Yorinks (de) d'après la nouvelle éponyme d'Edgar Allan Poe, La Chute de la maison Usher. Commande conjointe de l'American Repertory Theater de Cambridge (Massachusetts) et de l'opéra du Kentucky de Louisville, la première mondiale de l'œuvre a eu lieu le 18 mai 1988 sous la direction musicale de Richard Pittmann et une mise en scène de Richard Foreman.
L’œuvre est ensuite jouée à l'opéra du Kentucky le 29 mai 1989, au château de Saint Donat's par la compagnie du Music Theatre Wales (en) le 10 août 1989 sous la direction de Michael Rafferty pour la première européenne, au Lincoln Center (Alice Tully Hall) de New York le 14 juillet 1989, au CUB Malthouse (en) (Merlyn Theatre) de Southbank (en), dans la banlieue de Melbourne, le 30 août 1990 sous la direction de Brian Stacey pour la première australienne et au Teatro della Pergola de Florence, durant le festival Maggio Musicale Fiorentino, le 5 mai 1992 sous la direction de Marcello Panni et dans la mise en scène de Richard Foreman pour la première italienne,.

## Personnages
| Rôle            | Type de voix | Distribution à la création, 18 mai 1988 Direction : Richard Pittmann |
| --------------- | ------------ | -------------------------------------------------------------------- |
| Roderick Usher  | ténor        | Dwayne Croft                                                         |
| Madeleine Usher | soprano      | Sharon Baker                                                         |
| William         | baryton      | David Trombley                                                       |
| Physician       | ténor        | Thomas Oesterling                                                    |
| Servant         | baryton      | Pawel Izdebski                                                       |